# Bataillons d'infanterie légère d'Afrique
Pour l’article homonyme, voir BILA.

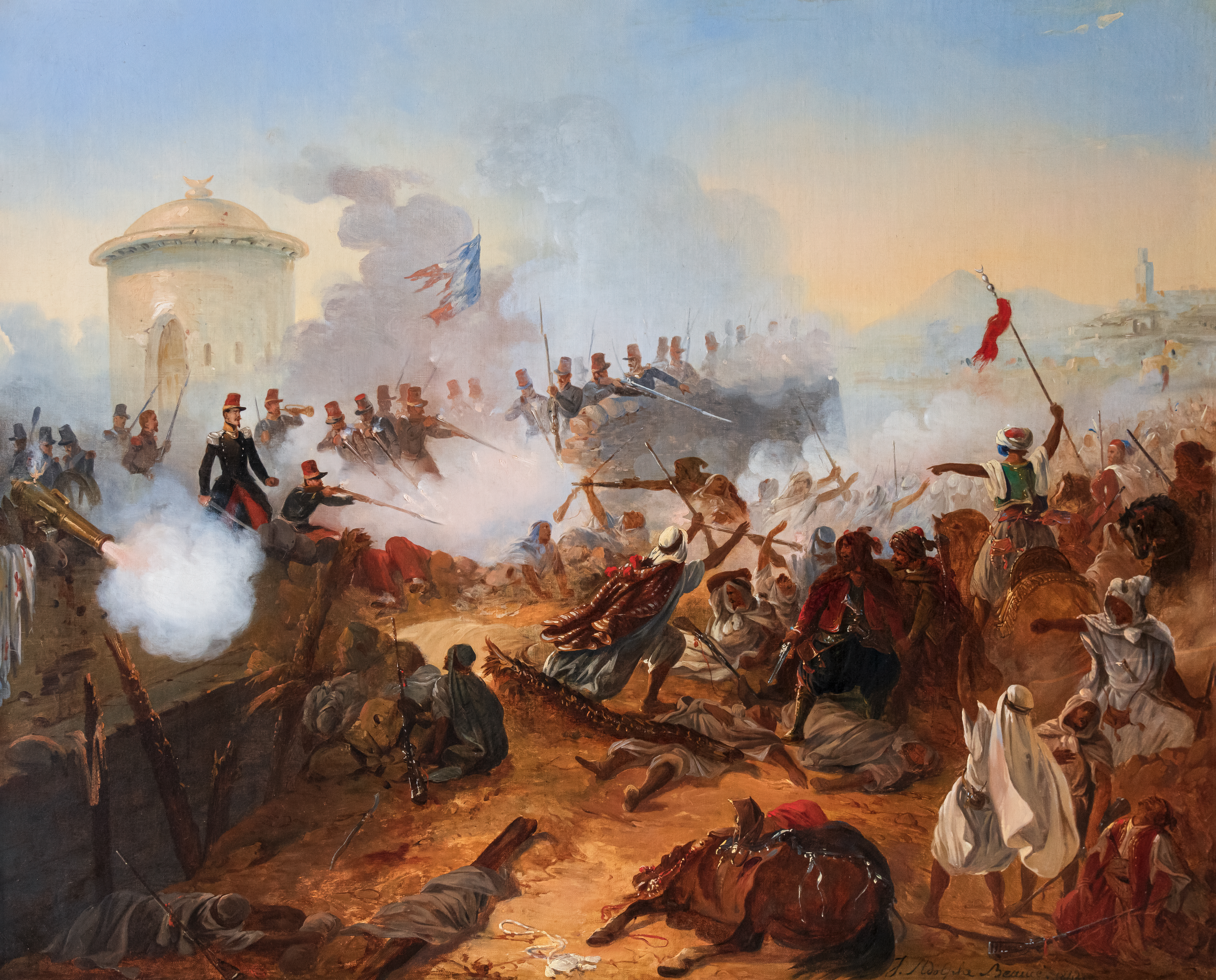
La défense de Mazagran par les Bat' d'Af.

Les bataillons d'infanterie légère d'Afrique (BILA), connus sous les surnoms de Bat' d'Af et de Joyeux, sont des unités relevant de l'Armée d'Afrique, composante de l'Armée de terre de la France. Ils regroupent des militaires libérés (prisons militaires des divisions territoriales puis des régions de corps d'armée, pénitenciers, ateliers de travaux publics et du boulet) ou sanctionnés durant leur service (anciens disciplinaires, mais de 1832 à 1836 seulement).
Les soldats des BILA s'illustrent du 2 au 6 février 1840 dans la défense de la redoute de Mazagran, assiégée par les troupes de Ben Thami, lieutenant d'Abdelkader ibn Muhieddine. Ce jour devint la fête des BILA. Les 2e et 3e BILA choisirent ensuite comme fêtes de traditions Oaxaca (es) (9 février 1865) et la Djemilah (21 décembre 1838)[réf. nécessaire]. Les 4e et 5e BILA fêteront quelque temps le 5 décembre, la bataille de l'Yser en octobre-novembre 1914. Le droit au drapeau n'est accordé aux BILA qu'en 1952. Les autres droits n'ont jamais été recouvrés malgré les actions persistantes de l'association des anciens officiers de Joyeux du général Alfred Maurice Cazaud.

## Historique
L'infanterie légère d'Afrique, après un projet avorté en 1831, est créée en juin 1832 pour recycler les militaires condamnés à des peines correctionnelles par la justice militaire, et des militaires sanctionnés par l'envoi dans les compagnies de discipline. Elle n'est donc pas une formation disciplinaire au sens strict mais une formation d'épreuve pour « rabistes ». Les unités disciplinaires sont les « compagnies de fusiliers de discipline » et les « compagnies de pionniers de discipline », créées en 1818 dans le cadre de la loi Gouvion-Saint-Cyr. Cependant, il est indéniable qu'il y règne une discipline bien plus forte que dans les autres unités de l'Armée, notamment au sein des compagnies à fort numéro puis des sections de discipline. Ils sont désignés sous le terme péjoratif d'armée roulante.
Cantonnées en Afrique du Nord, à Biribi, nom générique pour désigner leur casernement, ces unités constituent l'instrument répressif de l'Armée française : utilisées initialement pour écarter les fortes têtes, elles sont conçues pour redresser « ceux qui ont failli ». Dans les années suivantes, à partir de 1836, ces unités accueillent également des conscrits frappés par une condamnation de droit commun, ou connus pour leurs activités illégales ; de ce fait, le recrutement devient majoritairement urbain.
La « spécificité » de son recrutement, qui y réunit d'abord des militaires au casier chargé, puis à partir de 1889 un bon nombre de voyous, fait des bataillons d'Afrique un endroit privilégié pour forger les réseaux du milieu criminel de l'entre-deux-guerres. Ils ont, dit la tradition, tatoué sur les jambes Marche ou Crève et parfois sur les bras « né sous l'étoile du malheur, mort sous l'étoile du bonheur » en hommage à leur fétiche, l'étoile du bazar. C'est à cela qu'ils sont reconnus et respectés, voire craints, non seulement dans le milieu mais aussi dans la société civile. Une autre particularité de ces bataillons tient aussi à la pratique très répandue de l'homosexualité dans les rangs, peut être héritée des passages en détention de bon nombre d'entre eux : le Dr René Jude estime que deux tiers du bataillon a des relations homosexuelles. Les cinq médecins qui ont écrit sur la psychologie des Joyeux sont : René Jude, Paul Rebierre, Louis Combe, Raoul Graulle (de 1907 à 1917), mais surtout Alexandre Lacassagne, fondateur de la revue Archives d'anthropologie criminelle, qui a cessé de paraître en 1914.
Dans la foulée, des journalistes parisiens, en mal de sensations aux retombées commerciales, ont donné à ces unités une réputation usurpée, notamment avec la légende du tatouage quasi obligatoire, alors que 95 % des soldats le refusaient (voir registres matricules de Vincennes, rubriques « signes distinctifs »).

### Formation
Les bataillons d'infanterie légère d'Afrique (BILA) forment corps. Leurs soldats, souvent âgés, relèvent de 54 catégories judiciaires différentes, allant du délit de chasse ou de pêche à la tentative de meurtre. Dans leur plus grand nombre, les Joyeux sont des hommes affranchis dont la destinée est extrêmement variée. Leur seul point commun est le casier judiciaire non vierge. Mais dans l'ensemble, ils passent pour être extrêmement redoutables, non seulement pour les ennemis, mais aussi pour les troupes des autres corps. Isolés, victimes de mauvais traitements, mal nourris, ballottés des compagnies militaires aux pénitenciers au gré des sanctions qui leur pleuvent dessus, les hommes qui les composent ressentent le besoin de se distinguer de leurs semblables : le tatouage leur apparaît donc comme un moyen commode d'y parvenir.
La loi du 21 mars 1905 sur le service militaire énonce que « sont incorporés dans les bataillons d'infanterie légère d'Afrique (sauf décision contraire du ministre de la Guerre, après enquête sur leur conduite depuis leur sortie de prison) :
- Les individus reconnus coupables de crimes et condamnés seulement à l'emprisonnement, par application des articles 67, 68 et 463 du Code pénal de 1810.
- Ceux qui ont été condamnés correctionnellement à six mois d'emprisonnement au moins, soit pour blessures ou coups volontaires, par application des articles 509 et 511 du Code pénal, soit pour violences contre les enfants, prévues par l'article 312- & 6 et suivants du même Code.
- Ceux qui ont été condamnés correctionnellement à un mois d'emprisonnement au moins pour outrage public à la pudeur, pour délit de vol, escroquerie, abus de confiance ou attentat aux mœurs prévu par l'article 554 du Code pénal.
- Ceux qui ont été condamnés correctionnellement pour avoir fait métier de souteneur, délit prévu par l'article 2 de la Loi du 5 avril 1905, quelle que soit la durée de la peine.
- Ceux qui ont été l'objet de deux ou plusieurs condamnations dont la durée totale est de trois mois au moins, pour rébellion (art. 209 à 221 du Code pénal) ou violences envers les dépositaires de l'autorité et de la force publique (art. 228 et 230 du Code pénal).
- Ceux qui ont été l'objet de deux ou plusieurs condamnations dont la durée totale est de trois mois au moins, pour l'un ou plusieurs des délits spécifiés dans l'alinéa 2 du présent article.
- Ceux qui ont été l'objet de deux ou plusieurs condamnations dont la durée totale est de trois mois au moins pour l'un ou plusieurs des délits prévus par les articles 269 à 276 inclusivement du Code pénal.
- Ceux qui ont été l'objet de deux ou plusieurs condamnations dont la durée totale est de trois mois au moins, pour le délit de filouterie d'aliments prévu par l'article 401 du Code pénal.
- Ceux qui ont été l'objet de deux ou plusieurs condamnations, quelle qu'en soit la durée, pour l'un ou plusieurs des délits spécifiés dans l'alinéa 5 du présent article[N 2]. »

Mais en réalité, les deux tiers des jeunes conscrits y échappent. En outre, la sélection à la sortie des prisons est extrêmement rude.
En octobre 1870, chaque bataillon mobilise deux compagnies de 250 hommes. Le Régiment de marche d'infanterie légère d'Afrique ainsi formé est intégré au 18e corps et participe aux campagnes de l'armée de la Loire (du général Louis d'Aurelle de Paladines et du général Charles-Denis Bourbaki) jusqu'à la retraite en Suisse (camps de Zurich et de Lucerne).
En 1914, à la déclaration de la guerre, les effectifs restent en garnison en Afrique du Nord afin d'y assurer le maintien de l'ordre ; on forme pour la durée de la guerre, et par prélèvement de compagnies dans les 5 BILA, trois bataillons de marche d'infanterie légère d'Afrique (BMILA), qui ont été engagés en métropole où ils se sont distingués : les 1er, 2e et 3e BMILA.
Les cinq BILA « historiques » sont restés combattre les tribus rebelles au Maroc et en Tunisie.
Les réservistes condamnés, qui ont purgé leurs peines, sont affectés dans les « Groupes Spéciaux » des 22 corps d'armée (ex. : 19e Groupe Spécial pour l'AFN, 22e Groupe Spécial pour les colonies).

## Unités
Initialement, les soldats du 1er BILA sont les Flore, ceux du 2e Zéphyr, ceux du 3e Chardonnet, puis le surnom de Joyeux, pris par les 4e et 5e BILA, s'impose pour tous, bien qu'on utilise encore celui de Zéphyr jusqu'aux années 1930.

### 1erBataillon d'infanterie légère d'Afrique
Créé par ordonnance du 3 juin 1832, stationné à Tixeraine, puis à El Kreider (Oran) en 1900 puis à Marnia (Algérie) en 1914. En février 1840, le bataillon participe au siège de Mazagran. Le 24 juillet 1843, le bataillon subit l'attaque du camp de l'Oued el Hammam par Abdelkader ibn Muhieddine, avec ses 600 cavaliers et 200 hommes d'infanterie, tombe sur un détachement de 250 hommes de diverses armes (6e léger, 1er bataillon d'infanterie légère d'Afrique et sapeurs conducteurs), campés sur l'Oued el Hammam, derrière une enceinte en pierres sèches. L'attaque commence à l'aube. Les assaillants arrivent plusieurs fois jusqu'à toucher la frêle muraille ; mais toujours ils sont repoussés en laissant plusieurs des leurs au pied du retranchement. Après vingt minutes de combat, le chef de bataillon Leblond, du 6e léger, qui a communiqué à tout le monde sa résolution, meurt, transpercé par une balle. Alors, MM. Faure, lieutenant de sapeurs conducteurs, Dubos, lieutenant au 6e léger, et Boeteau, sous-lieutenant au 1er bataillon d'Afrique, deviennent l'âme de la défense. Ils parcourent sans cesse les rangs pour animer leurs jeunes soldats presque tous arrivés récemment de France. Après une heure de combat, l'ennemi se retire avec des pertes beaucoup plus considérables que celle des troupes françaises, qui ne sont que de deux hommes tués et dix blessés. Au 1er janvier 1849, le 1er BILA, sous le commandement du chef de bataillon Adam, est en garnison à Mascara en Algérie. Il appartient au 19e corps d'armée - division d'Oran.
Le 28 novembre 1870, durant la guerre franco-allemande, a lieu la bataille de Beaune-la-Rolande ou sont engagés deux compagnies du 1er BILA qui composent le régiment de marche d'infanterie légère d'Afrique. Durant la guerre de 1914-1918, le 1er BILA reste stationné en Afrique du Nord, mais contribue à la constitution des 1er, 2e et 3e BMILA appelés à combattre en Belgique et en métropole. Stationné à Tataouine, en Tunisie après 1932, à Tataouine et Gabès en 1939, il disparaît en 1940, pour apparaître de nouveau en septembre 1948.
S'ajoutant au 1er BILA, bataillon d'active, douze bataillons de réserve furent formés entre septembre et octobre 1939 : 11e, 12e, 15e, 16e, 18e, 19e, 20e, 21e, 23e, 24e, 25e, 28e BIL ou BILA.

### 2eBataillon d'infanterie légère d'Afrique

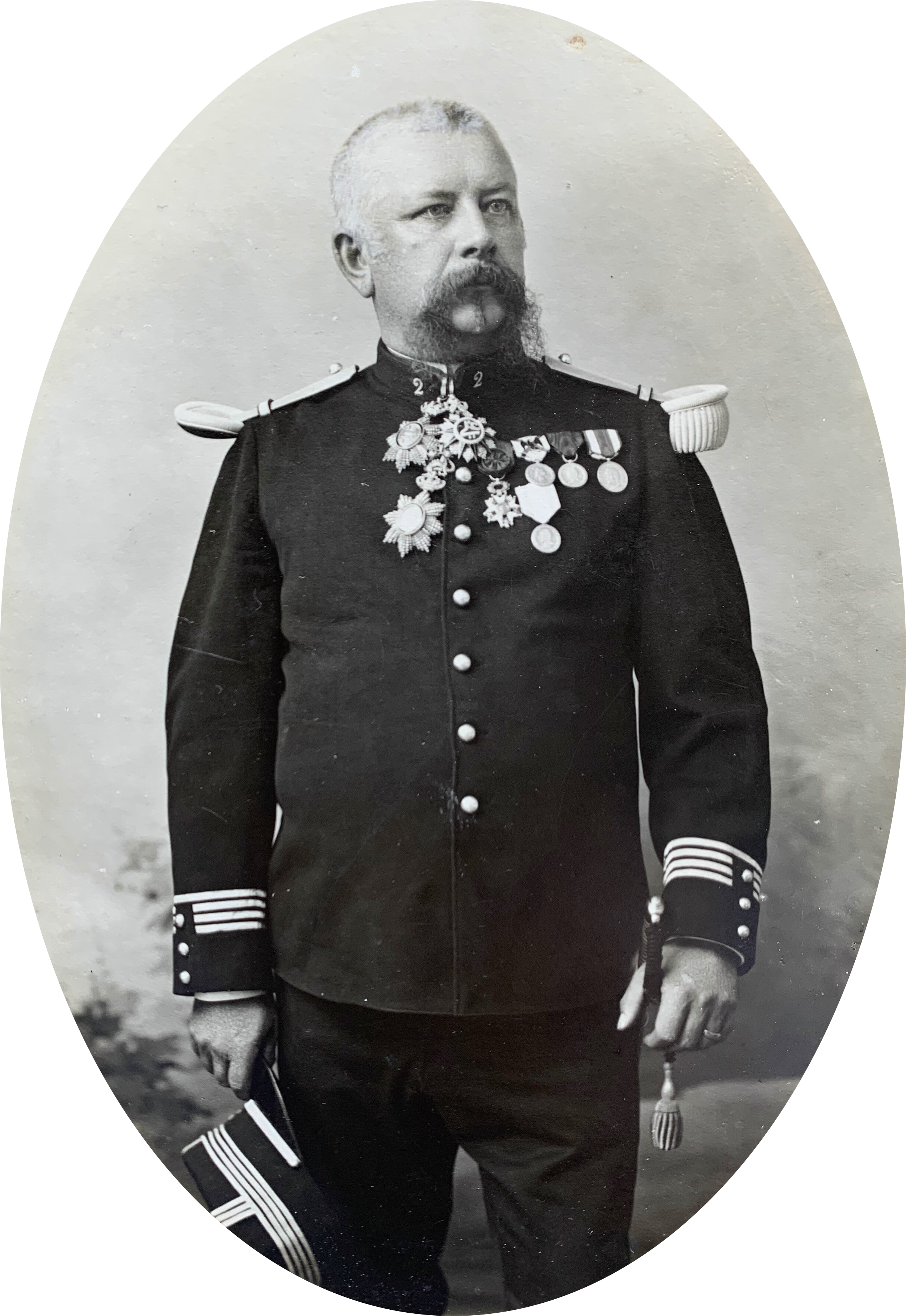
Antoine Léonor de Perier, commandant du 2e bataillon d'infanterie légère d'Afrique.

Créé par ordonnance du 3 juin 1832 à Birkhadem, stationné à Bougie, puis à Laghouat (Alger) en 1900. Au 1er janvier 1849, le 2e BILA, sous le commandement du chef de bataillon Etienney, est en garnison à Miliana en Algérie.
Le 28 novembre 1870, durant la guerre franco-allemande, a lieu la bataille de Beaune-la-Rolande ou sont engagés deux compagnies du 2e BILA qui composaient le régiment de marche d'infanterie légère d'Afrique.
De 1887 à 1896, le bataillon est commandé par Antoine Léonor de Perier, père du général Pierre-Étienne. 
En opération au Maroc, avec dépôt à Mcheyda et El Hadjeb en 1914. Durant la guerre de 1914-1918, le 2e BILA reste stationné en Afrique du Nord, mais contribue à la constitution des 1er, 2e et 3e BMILA appelés à combattre en Belgique et en métropole. Il est dissous en 1927, après la fin de la guerre du Rif.
En 1939, il est reconstitué sous forme embryonnaire (une seule compagnie) en Corse.

### 3eBataillon d'infanterie légère d'Afrique
Le 3e bataillon d'infanterie légère d'Afrique est créé le 20 juin 1833 à Alger, puis stationne à Bône. Il participe aux opérations de la Tafna, puis au second siège de Constantine (1837). Le bataillon part pour la Corse afin de préparer la vente de cette dernière à l'Espagne, mais la transaction n'aboutit pas[réf. nécessaire].
En 1841, le bataillon, revenu en Algérie, est placé le 10 septembre sous les ordres du chef de bataillon Anne Joseph Théodore Peyssard, officier d'infanterie qui s'est déjà largement distingué sous les ordres du général Camille Alphonse Trézel durant l'expédition de Bougie. Au 1er janvier 1849, le 3e BILA, sous le commandement du chef de bataillon Lenoir, est en garnison à Philippeville en Algérie. Il est engagé dans la bataille de Zaatcha, le 26 novembre 1849, puis participe à celle de Laghouat, le 4 décembre 1852.
En 1860, il fait partie de l'expédition en Chine durant la seconde guerre de l'opium et l'un de ses détachements participe ensuite à la campagne du Japon (juillet-août 1863) ; ceci explique le choix du motif de l'insigne du 3e BILA en 1953, un temple japonais inscrit dans un cornet.
Il ne participe pas à la guerre de Crimée en tant que corps constitué, mais des volontaires provenant des trois bataillons d'infanterie légère d'Afrique participent à l'assaut contre Sébastopol.
Il en est de même pendant la guerre franco-allemande de 1870 où les chasseurs des bataillons d'Afrique forment un régiment de marche. Le 28 novembre 1870, a lieu la bataille de Beaune-la-Rolande ou furent engagés deux compagnies du 3e BILA qui composaient le régiment de marche d'infanterie légère d'Afrique.
Il fait ensuite partie de l'expédition de Formose en 1885 puis il passe au Tonkin jusqu'en 1889 où il combat, notamment, à Bac Le, Lang Son, Kao Niat (Cao Nhiat), Ha Hoa et Dong Sun.
En 1900, il tient garnison à Le Kef (Tunisie) puis il est envoyé en opérations au Maroc jusqu'en 1914 ; son dépôt est alors au Camp-Servière à Casablanca (1914).
Durant la guerre de 1914-1918, le 3e BILA reste stationné en Afrique du Nord, mais contribue à la constitution des 1er, 2e et 3e BMILA appelés à combattre en Belgique et en métropole.
Après la guerre, le 3e BILA tient garnison au Maroc dans le village d'Outat El Haj jusqu'à sa dissolution en 1932, date à laquelle certains éléments sont reversés dans le 1er bataillon, dernier bataillon d'infanterie légère subsistant et alors en garnison à Tataouine (Tunisie) et qui est lui-même dissous le 1er novembre 1940.
Le 3e bataillon est créé de nouveau en août 1951 par dédoublement du 1er qui a lui-même a été créé de nouveau en 1944 sous forme d'une compagnie. Au retour d'Indochine, le 1er bataillon est dissous et le 3e est envoyé en Tunisie, à Tataouine.
Après l'indépendance de la Tunisie en 1956, le 3e bataillon embarque en novembre 1956 à Sousse pour l'Algérie où il débarque à Oran. Le convoi du 3e BILA, composé d'un grand nombre d'autobus de la SOTAC (Société oranaise de transports automobiles de la Corniche) d'Oran et de véhicules militaires, est envoyé dans les Territoires du Sud. Il laisse la 1re compagnie à Tinfouchy (28° 51′ 33,9″ N, 5° 51′ 20,19″ O) tandis que le reste de l’unité rejoint la région de Tindouf pour occuper deux postes frontaliers avec le Maroc : Oum-el-Achar (28° 43′ 19,99″ N, 8° 29′ 06,48″ O) et d'Hassi-el-Mounir (29° 10′ 00″ N, 7° 25′ 00″ O approximativement).
Pendant la guerre d'Algérie, des soldats du refus sont emprisonnés à Tinfouchy. En 1957, un courrier clandestin de militaires emprisonnés au bagne alerte, grâce au Secours populaire français, sur les conditions scandaleuses de vie dans la section spéciale,,,,. Au Sénat, le 27 mai 1959, le communiste Raymond Guyot expose au ministre des armées que des soldats frappés de sanction mais non condamnés sont affectés à une unité du Sud algérien dont le régime « disciplinaire, alimentaire et médical serait d'une sévérité inadmissible. » Il demande d'éventuelles sanctions et obtient que deux  commissions enquêtent sur place, ce qui aboutira à l'amélioration des conditions de détention.

En 1960, le bataillon passe à Fort Flatters, puis, en 1963, à Reggane, et, enfin, en 1967, à Mers el-Kébir ; dans les années 1960, le 3e BILA est réduit à une simple compagnie, la 3e Compagnie d'infanterie légère d'Afrique (CILA).
Après l'indépendance de l'Algérie, la 3e CILA est envoyée près d'Obock (Djibouti) où elle occupe l'emplacement d'un ancien pénitencier situé à 500 m de la mer et à trois kilomètres du village. Son effectif est alors réduit à une quarantaine de « Joyeux » encadrés par deux officiers, une demi-douzaine de sous-officiers et une dizaine de « cadres blancs », des caporaux mis à disposition par les troupes de marine du 5e régiment interarmes d'outre-mer (5e RIAOM). Les conditions de détention à la CILA sont dénoncées par André Ruff, Gérard Simonnet et Michel Tachon dans Les bagnes de l'armée française (Fort Aiton, C.I.L.A., etc.).
La CILA, dernière unité d'infanterie légère d'Afrique, est dissoute le 31 mars 1972.

#### Personnalité du 3e BILA
- Henri Crozat de Fleury, membre de la bande à Bonnot[21].

### 4eBataillon d'infanterie légère d'Afrique
Créé en mai 1888, il stationne à Gabès (Tunisie) en 1900 et 1914, dans la Division d'occupation de Tunisie à Tunis.
Durant la guerre de 1914-1918, le 4e BILA reste stationné en Afrique du Nord (en garnison à Oujda et Médenine en 1917) mais contribue notamment, par l'apport de deux compagnies, à la création du 3e BMILA appelé à combattre en Belgique et en métropole.
Il est dissous en 1927, après la guerre du Rif.

#### Personnalité du 4e BILA
Paul Carbone y est affecté le 1er septembre 1914, puis après avoir combattu en métropole, il y est réaffecté, le 12 octobre 1915, et combat dans le sud tunisien.

### 5ebataillon d'infanterie légère d'Afrique
Créé en mai 1889 en même temps que le 4e BILA, le 5e BILA est placé sous le commandement du chef de bataillon Donat Trépier (1842-1910). Formé en prélevant deux compagnies sur chacun des trois premiers bataillons, il stationne d'abord à Aïn-Sefra, dans le Sud-Oranais, où il participe à divers travaux (lutte contre les sauterelles, construction de la voie ferrée d'Aïn-Sefra à Djenen-bou-Rezg, ... ). Il est transféré en mars-avril 1892 à Batna, Khenchela et Biskra, dans le Sud-Constantinois. Lors de cette longue marche à pied par étapes suivant l'extrémité sud des Hauts-Plateaux, des travaux topographiques sont effectués par les lieutenants Léon Etienne Falconetti, Marie Victor Eugène Savatier, et Auguste Jacques Girardy ; ils contribuent à la triangulation de l'Algérie. A Batna le 5e BILA fore un puits artésien afin d'alimenter en eau la ville (L'Echo du Sahara, 4 septembre 1892). En novembre 1892, une compagnie de volontaires du 5e BILA quitte Batna sous la conduite du capitaine Mangin pour renforcer le corps expéditionnaire du général Dodds au Dahomey ; 360 Joyeux des 3e et 5e bataillons, regroupés au sein du Premier bataillon de marche d'infanterie légère (BMILA), embarquent à Philippeville à bord du transport Thibet à destination de Cotonou. Le 14 mai 1894, le commandant Antoine Marius Benoît Drude (1853-1943) succède au commandant Trépier. Le 5e BILA est transféré en Tunisie l'année suivante. Parmi les nombreux exemples de destins tragiques de soldats du 5e bataillon, on peut citer : 1° Le soldat lotois Julien Mazarguil (1868-1894), parti en décembre 1889 au 5e BILA à Aïn-Sefra. Condamné à mort en décembre 1892 par le Conseil de guerre permanent de la division militaire de Constantine pour outrages et rébellion, il vit sa peine commuée en février 1893 en une peine de travaux forcés à perpétuité ; envoyé au bagne de Cayenne en décembre, il fut tué lors de la révolte des Îles du Salut le 22 octobre 1894, aux côtés des anarchistes Léon Jules Léauthier et Louis Lebeau. 2° Le soldat Urbain Chédel (1868-1895), du 3e BILA, dont la mort à Souk-el-Arba en Tunisie déclencha une campagne de presse, était un ancien du 5e BILA (cf. L'Intransigeant, 23 juillet 1895) (Source : Pierre-Jean Hormière, Le Réprouvé au pantalon rouge, 2023,  (ISBN 979-10-415-3227-8)) .
À Gabès, entre 1905 et 1914, dans la division d'occupation de Tunisie à Tunis.
Durant la guerre de 1914-1918, le 5e BILA stationne en Afrique du Nord, mais contribue notamment, par l'apport de deux compagnies, à la création en octobre 1914 du 3e BMILA appelé à combattre en Belgique et en métropole.
En février 1919, le dépôt du bataillon se trouvait à Gabès.
Il est en opération dans le Sud Tunisien, à Dehiba à la frontière entre la Tunisie et la Libye (Tripolitaine), sous les ordres du chef de bataillon Thury-Guenin ; ce poste est à quatre jours de marche de Tataouine via les postes de Tamlet, Fatmassia et Oum-Souigh.
La 4e compagnie est commandée par le lieutenant Beigbeder et détachée au Fort Peltier.
Début août 1919, évacuation du fort de Dehiba.
Il est dissous en 1925.

#### Personnalité du5eBILA
Paul Carbone y est affecté le 11 janvier 1919

### 1er,2eet3ebataillons de marche d'infanterie légère d'Afrique (BMILA) 1914-1919
Le ministre de la Guerre ordonne en octobre 1914 la formation de trois bataillons de marche, numérotés de 1 à 3, avec des éléments sélectionnés prélevés sur l'ensemble des 5 BILA pour être envoyés en métropole. Ces trois bataillons de marche d'infanterie légère d'Afrique (BMILA) s'illustrent en Belgique et en France tout au long de la guerre de 1914-1918 :
Le 3e BMILA, constitué de deux compagnies du 4e BILA et de deux compagnies du 5e BILA, se distingue particulièrement dès son arrivée en métropole : il débarque à Dunkerque le 3 novembre 1914 et engage en Belgique dès le 5. Les très rudes combats des 9, 10 et 11 novembre 1914 vaut au 3e BMILA une citation à l'ordre de l'Armée à peine plus d'une semaine après son arrivée en Métropole ! Suivi, le 4 décembre 1914, la prise à la baïonnette du poste stratégique de la « Maison du Passeur » tenu par les Allemands, prolongée de combats acharnés les 5 et 6 décembre au cours desquels le chef de bataillon Dutertre lui-même trouve la mort. Cet épisode de la « Maison du Passeur » est rendu légendaire par la propagande et est porté sur le drapeau que reçoivent en 1950 les bataillons d'Afrique,.
En janvier 1918, les 1er, 2e et 3e BMILA sont regroupés pour constituer le Groupe des bataillons d'Afrique rattaché à la 45e division d'infanterie.
Le 3e BMILA obtient in fine six citations à l'ordre de l'Armée et la fourragère rouge de la Légion d'honneur. Le 2e BMILA obtient quant à lui la fourragère aux couleurs de la Croix de guerre. Le 1er BMILA la fourragère aux couleurs de la Médaille militaire et sera également autorisé à porter la fourragère rouge de la Légion d'honneur en 1931.
Le 1er août 1919, le 1er BMILA, de retour en Afrique du Nord, est dissous et fusionne avec le 3e BILA. Le 1er septembre 1919, le 3e BMILA est dissous à son tour et ses éléments passent aux 3e et 4e BILA.

#### Personnalité des bataillons de marche d'infanterie légère d'Afrique
Paul Carbone est affecté du 10 mars 1915 au 12 octobre 1915 au 3e BMILA

### Groupe Spécial
À la mobilisation française de 1914, chaque corps d'armée soulève un Groupe Spécial (le numéro est celui du CA). Dans ces groupes sont reversés les condamnés réservistes - ceux de l'armée active étant affectés aux BILA. Le général Lyautey considère que les 3 000 hommes des groupes spéciaux ne peuvent guère être employés qu'à des travaux.
- Le 2e Groupe Spécial, encadré par des officiers venant du 45e régiment d'infanterie, les 3e et 10e GS est en Algérie.
- Le 14e Groupe Spécial encadré par des officiers venant du 75e régiment d'infanterie, et le 17e est au Maroc.
- Groupes Spéciaux cantonnés au Maroc[28] :
  - 4 GS au 01/10/14.
  - 6 GS au 01/01/16.
  - 8 GS au 01/12/17.
- Les 4e et 15e en Tunisie.

Été 1915, dans le Sud tunisien 2 G.S. le 4e et le 15e qui seront renforcés en septembre par le 9e et le 20e G.S. et le 5e BILA ont pour mission de tenir les points d'eau en particulier sur l'axe nord-sud Médenine-Dehiba soit près de 200 km.
En septembre 1915, le Djihad est lancée par des tribus infiltrées par des Ottomans et des Allemands. Après avoir massacré plusieurs garnisons italiennes, les rebelles se jettent sur les forts français du Sud saharien tunisien. Les combats dans cette région continuent pendant quasiment tout le conflit et de nombreux Français y laissent leur vie.
En octobre 1915, Le 15e GS est chargé de la défense du poste de Bir-Oum-Souigh son effectif est de l'ordre de 400 hommes. Oumh Souigh est attaqué le 2 octobre 1915 par les troupes de Ben Asker, à la tête de 3 000 hommes. Le siège dure 8 jours, la moitié des effectifs du poste sont tués, dont le capitaine de Bermond de Vaulx du 4e régiment de zouaves, détaché au 15e GS pour en assurer le commandement. Le poste est délivré par une colonne de secours aux ordres du commandant Lambert,.
En avril 1918, les 2e et 6e Groupes Spéciaux sont commandés par le chef de bataillon Fontaine à Boudnib (Maroc). En novembre 1918, le commandant du 14e Groupe Spécial est le chef de bataillon Chiappini. Il est établi à Bouanane (Maroc).

## Signes distinctifs

### Fourragère
Ces unités se voient décerner la fourragère aux couleurs :
- De la Médaille militaire : 1er BMILA[25]. Autorisé à porter la fourragère rouge en 1931.
- De la croix de Guerre 1914-1918 : 2e BMILA[25].
- De la Légion d'honneur : 3e BMILA[25].

### Drapeau
Sur le drapeau que reçoivent les bataillons d'Afrique en 1952, soit 120 ans après leur création, figurent cousues en lettres d'or dans ses plis, les inscriptions suivantes :
- Mazagran 1840
- Maison du Passeur 1914
- Verdun 1916
- Reims 1918
- La Suippe 1918

Alors que le GBA a obtenu 14 palmes pour la seule Première Guerre mondiale, il n'a droit qu'à quatre inscriptions : le combat de Mazagran résume à lui seul 136 ans de campagnes.

### Tatouages
Rapidement, les hommes envoyés dans ces unités ont tendance à se faire tatouer, à l'image de tous les soldats enrôlés dans les compagnies disciplinaires. Le tatouage est utilisé par les soldats de ces bataillons comme un moyen de reconnaissance de ceux qui ont passé le rite de passage du « coup de sonnette » : un combat à la loyale avec des anciens de l'unité. S'ils sont utilisés par les hommes de ces unités, ils servent également de signes distinctifs, symboles de chaque unité ou de chaque lieu dans lesquels ces soldats ont servi.
Cependant, si tous les hommes se font tatouer, les motifs choisis sont copiés sur les tatouages du voisin ou inspirés à partir de leur univers visuel ; les soldats dont les tatouages sont les plus copiés en tirent de la fierté : en effet, l'encre qu'ils choisissent apparaît la plus belle aux yeux de leurs pairs. Mais certaines sources d'inspiration peuvent aussi être constituées par les publicités, des reproductions de bataille ou de photos de midinettes.

### Refrain
Les Bats d'AF :
Il est sur la terre africaine
Un bataillon dont les soldats, (bis)
Sont tous des gars qu'ont pas eu de veine.
C'est les bats d'af et nous voilà, (bis)
Pour être « joyeux », chose spéciale,
Il faut sortir de Biribi, (bis)
Ou bien alors d'une centrale,
C'est d'ailleurs là qu'on nous choisit (bis)
Refrain 
Et après tout, qu'est-ce que ça fout ?
Et l'on s'en fout ! Lalala
En marchant sur la grand route,
Souviens-toi, oui souviens-toi (bis)
Les anciens l'ont fait sans doute
Avant toi, oui avant toi, lalala
De Gabès à Tataouine,
De Gafsa à Médenine, lalala
Sac au dos dans la poussière,
Marchons bataillonnaires.
J'ai vu mourir un pauvre gosse,
Un pauvre gosse de 18 ans (bis)
Frappé par le destin féroce.
Il est mort en criant maman. (bis)
C'est moi qu'ai fermé ses paupières,
Recueilli son dernier soupir, (bis)
Qu'ai écrit à sa pauvre mère
Un vrai soldat vient de mourir, (bis)
Et comme on n'a jamais eu de veine,
Bien sûr qu'un jour on y crèvera, (bis)
Sur cette putain de terre africaine.
Dans le sable on nous enterrera, (bis)
Avec pour croix une baïonnette,
À l'endroit où l'on est tombé, (bis)
Qui voulez-vous qui nous regrette,
Puisque nous sommes des réprouvés.
Ce chant, apparu en 1937 avec le film à succès Les Réprouvés de Jacques Séverac (sur un roman d'André Armandy), est adapté pour les unités parachutistes, avec des paroles légèrement différentes, sous le titre « En passant par la portière ».

## Personnalités ayant servi dans l'unité
- Jo Attia, (1916-1972), figure du milieu des années 1940-1970